# 日産・MAエンジン
日産・MAエンジンとは、日産自動車の直列4気筒ガソリンエンジンの系列である。主にK10型マーチとその派生車種に搭載されている。後継機は日産・CGエンジン。
水冷エンジンであり、8バルブの半球形シリンダーヘッドを備えたE型エンジンと設計の大部分を共有しているが、アルミニウム製シリンダーブロックを使用している点が異なる。

## バリエーション

### MA10E
ザウルスジュニアに搭載された。5速ミッションと20Lガソリンタンクとともに、横置きに搭載された。エンジン制御はECCS（電子集中制御インジェクションシステム）が行う。

### MA12S
MA12Sは、より大型の1.2 L (1,235 cc) エンジンの名称であり、MA10Sの排気量、ボア（ピストン、シリンダー）、ストローク（クランクシャフト）が拡大されている。加えて、コンロッドの長さ、シリンダーヘッド（ボア径）が変更されている。K10型マーチに採用されていた。
またMA12Sは、本体の重量が70 kgと非常に軽量であるため、ホームビルト機であるプラッツァー・キービッツにも使用された。
- バルブトレイン：SOHC シリンダーあたり2つのバルブ
- 点火方式：キャブレター